# Rue Jules-Simon
La rue Jules-Simon est une rue du 15e arrondissement de Paris.

## Origine du nom

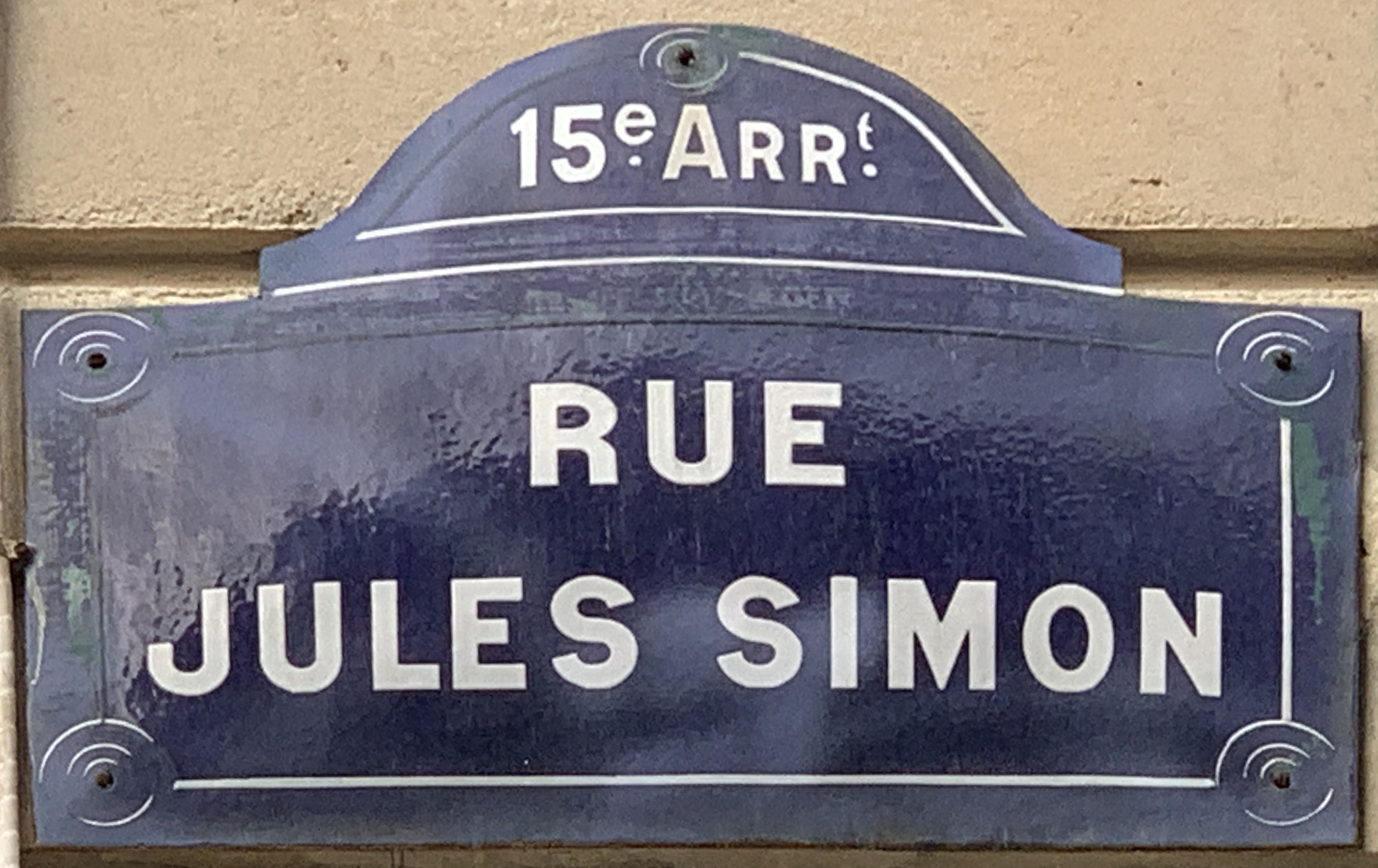
Plaque de la rue.

Elle porte le nom du philosophe et homme politique français Jules Simon (1814-1896).

## Historique
Elle est ouverte en 1895 sur une longueur de 60 m environ à partir de la rue de la Croix-Nivert sous le nom de « cité Gabrielle » puis de « villa Gabrielle ». Elle est prolongée et prend sa dénomination actuelle en 1933.